# اللجنة البارالمبية الإسبانية
اللجنة البارالمبية الإسبانية (بالإسبانية: Comité Paralímpico Español، واختصارًا: CPE) هي منظمة رياضية غير ربحية في إسبانيا، أُسست عام 1995، وتشرف على خمس اتحادات وطنية لرياضة ذوي الإعاقة. تضم المنظمة أمينًا عامًا ورئيسًا. ومنذ عام 2005، تلقت دعمًا من خطة آدو. وفي عام 2000، تورطت اللجنة في فضيحة غش خلال دورة الألعاب البارالمبية الصيفية 2000.

## تاريخ
تأسست اللجنة في عام 1995 استجابةً للنجاح الذي حققه الرياضيون الإسبان في بارالمبياد 1992. ساعدت المنظمة الوطنية للمكفوفين الإسبان في إنشاء اللجنة. في عام 1998، غيّرت الحكومة الإسبانية القوانين، ما منح اللجنة وضعًا قانونيًا يعادل اللجنة الأولمبية الإسبانية، كما نالت اللجنة اعترافًا قانونيًا باعتبارها ذات منفعة عامة.

## الإدارة والتمويل
اللجنة منظمة غير ربحية، وتُدار وتُفرض عليها الضرائب بنفس الطريقة التي تُطبق على اللجنة الأولمبية الإسبانية. ولا تُفرض على دخل اللجنة ضريبة الـ 40% التي تفرضها الحكومة على رسوم الدخول للمنظمات، باستثناء الفعاليات الرياضية.
تشمل اللجنة خمس اتحادات لرياضة ذوي الإعاقة في إسبانيا، وهي تمثل أكثر من 13,000 رياضي وتُشرف على تنظيم رياضة ذوي الإعاقة محليًا في مختلف أنحاء البلاد. وهذه الاتحادات هي:
- الاتحاد الإسباني لرياضات المكفوفين
- الاتحاد الإسباني لرياضات ذوي الإعاقة الجسدية
- الاتحاد الإسباني لرياضات ذوي الإعاقة الذهنية
- الاتحاد الإسباني لرياضات الصم
- الاتحاد الإسباني لرياضات المصابين بالشلل الدماغي[3]

ومنذ عام 2005، وبفضل خطة آدو، تلقت اللجنة دعمًا مؤسسيًا وماليًا إضافيًا من الشركات والأعمال، لرعاية الرياضيين والفعاليات والاتحادات والفرق. بين عامي 2005 و2008، ساهمت الخطة في جمع 17.5 مليون يورو إضافية لدعم تحضيرات الوفود الإسبانية المشاركة في بارالمبياد 2006 الشتوي، وبارالمبياد 2008 الصيفي، وبارالمبياد 2010 الشتوي. واستفاد من هذه الأموال مباشرةً 390 رياضيًا و135 فردًا من الطواقم الفنية مثل المدربين. وتُشرف اللجنة على توزيع تمويل خطة آدو على الرياضيين وغيرهم.
في عام 2013، رافق الأمين العام للجنة، ميغيل سيغارا، وفد ملف ترشيح مدينة مدريد لاستضافة أولمبياد وبارالمبياد 2020 إلى مدينة بون لتقديم ملف الترشيح.

## أعضاء المجلس
من بين الأعضاء السابقين في مجلس اللجنة كان فيرناندو فيسنتي مارتين، الذي شغل منصب نائب رئيس اللجنة في أواخر تسعينيات القرن العشرين. وكان ميغيل كاربالييدا رئيسًا للجنة في عامي 2008 و2009. أما ميغيل سيغارا، فقد شغل منصب الأمين العام للجنة في عامي 2008 و2009، واستمر في شغل هذا المنصب حتى عام 2013.
تشغل إنفانتا إلينا، دوقة لوغو، منصب الرئيسة الفخرية للجنة البارالمبية الإسبانية. وفي هذا الدور، قادت الوفد الإسباني المشارك في دورة الألعاب البارالمبية الصيفية 2008.

## الفضيحة
عقب دورة الألعاب البارالمبية الصيفية 2000، طُرد فيرناندو فيسنتي مارتين من مجلس اللجنة، بعد أن تبين أنه من أبرز المتورطين في أنشطة احتيالية تتعلق بالوفد الإسباني في الألعاب، وذلك عقب تحقيق بدأ في نوفمبر 2000 بطلب من اللجنة البارالمبية الدولية. وقد خلصت اللجنة إلى أن 10 من أصل 12 عضوًا في فريق كرة السلة الإسباني لذوي الإعاقة الذهنية لم يستوفوا معايير التأهل لهذه الفئة. كما أمرت اللجنة أعضاء الفريق بإعادة الميدالية الذهبية التي فازوا بها في دورة 2000.

## روابط خارجية
الموقع الرسمي